# Seznam památných stromů v okrese Ostrava-město
Toto je seznam památných stromů v okrese Ostrava-město, v němž jsou uvedeny památné stromy na území okresu Ostrava-město.
| Název                                                 | Obrázek | Umístění                                               | Druh                                   | Obvod [v cm] | Kód wikidata     | Galerie                                                                                | Poznámka |
| ----------------------------------------------------- | ------- | ------------------------------------------------------ | -------------------------------------- | --- | ---------------- | -------------------------------------------------------------------------------------- | --- |
| Lípa v Čavisově                                       |         | Čavisov                                                | lípa velkolistá                        | 480 | 106179           |                                                                                        | V zahradě u domu č.p. 3. |
| Heřmanický dub                                        |         | Heřmanice 49°51′49″ s. š., 18°19′39″ v. d.             | dub letní                              | 355 | 100180 Q26783943 |                                                                                        | Vlevo při vjezdu do obce ul. Vrbická.                                                                                                   |
| Datyňský hraniční dub                                 |         | Horní Datyně 49°46′33″ s. š., 18°21′15″ v. d.          | dub letní                              | 240 | 100412 Q26784490 |                                                                                        | V travnatém trojúhelníku mezi místními cestami v ul. Na Hranici na volném prostranství mezi poli; vysazen místním občanem kolem r. 1915 |
| Lípa vytrvalosti †                                    |         | Horní Datyně 49°45′48″ s. š., 18°20′55″ v. d.          | lípa malolistá                         | 280 | 104752           |                                                                                        | v zahradě rodinného domu v obci Horní Datyně                                                                                            |
| Šídlovecký dub                                        |         | Hrabová 49°46′51″ s. š., 18°16′28″ v. d.               | dub červený                            | 297 | 106543           |                                                                                        | Uprostřed parkově upravené plochy ve sníženém parteru na ulici Příborská.                                                               |
| Lípy u Hýlovského památníku                           |         | Klimkovice 49°47′35″ s. š., 18°7′ v. d.                | lípa velkolistá (1) lípa malolistá (2) | & Chyba ve výrazu: Neočekávaný operátor / Chyba ve výrazu: Neočekávaný operátor / Chyba ve výrazu: Neočekávaný operátor / Chyba ve výrazu: Neočekávaný operátor / Chyba ve výrazu: Neočekávaný operátor / Chyba ve výrazu: Neočekávaný operátor / Chyba ve výrazu: Neočekávaný operátor / Chyba ve výrazu: Neočekávaný operátor / Chyba ve výrazu: Neočekávaný operátor / Chyba ve výrazu: Neočekávaný operátor / Chyba ve výrazu: Neočekávaný operátor / Chyba ve výrazu: Neočekávaný operátor / Chyba ve výrazu: Neočekávaný operátor / Chyba ve výrazu: Neočekávaný operátor / Chyba ve výrazu: Neočekávaný operátor / -1.0000-0 | 100285 Q26779729 | Kategorie „Lípy u Hýlovského památníku“ na Wikimedia Commons                           | U silnice Klimkovice-Hýlov, u Hýlovského památníku                                                                                      |
| Podchmelnický buk †                                   |         | Klimkovice 49°47′52″ s. š., 18°7′39″ v. d.             | buk lesní                              | 433 | 100283 Q26784182 |                                                                                        | U potoka Rakovce, v blízkosti lokality Pod Chmelníkem, z Klimkovic směrem na Vřesinu. Ochrana zrušena 26. října 2024                    |
| Buky v Krásném Poli                                   |         | Krásné Pole 49°50′57″ s. š., 18°7′33″ v. d.            | buk lesní červenolistý (2)             | 280 | 100185 Q26779723 |                                                                                        | Na hřbitově vpravo od vstupu a kříže.                                                                                                   |
| Jinan u zámečku na ul. Frýdecké                       |         | Kunčice nad Ostravicí 49°47′46″ s. š., 18°17′18″ v. d. | jinan dvoulaločný                      | 226 | 100163 Q26783883 |                                                                                        | V lokalitě původních sadovnických úprav u zámečku v Ostravě-Kunčicích, v blízkosti neužívané budovy                                     |
| Michalský buk                                         |         | Michálkovice 49°50′32″ s. š., 18°20′25″ v. d.          | buk lesní červenolistý                 | 300 | 100164 Q26783886 |                                                                                        | V zahradě domu čp. 387 v ul. Čs. armády, u křižovatky s ulicí U Lékárny.                                                                |
| Buk lesní červenolistý v Parku československých letců |         | Moravská Ostrava 49°50′28″ s. š., 18°17′18″ v. d.      | buk lesní červenolistý                 | 270 | 105697 Q26790242 | Kategorie „Buk lesní červenolistý v Parku československých letců“ na Wikimedia Commons | V ul. 30. dubna v Parku československých letců.                                                                                         |
| Dub letní v Komenského sadech                         |         | Moravská Ostrava 49°50′48″ s. š., 18°17′27″ v. d.      | dub letní                              | 417 | 105698 Q26790244 |                                                                                        | V Komenského sadech u ulice Sadová. |
| Javor stříbrný †                                      |         | Moravská Ostrava                                       | javor stříbrný                         | 670 | 104390           |                                                                                        | V zahradě mateřské školy v ulici Blahoslavova                                                                                           |
| Liliovník tulipánokvětý †                             |         | Moravská Ostrava                                       | liliovník tulipánokvětý                | 220 | 104389           |                                                                                        | Komenského sady |
| Platan na Černé louce                                 |         | Moravská Ostrava 49°49′59″ s. š., 18°17′33″ v. d.      | platan javorolistý                     | 485 | 100181 Q26783944 | Kategorie „Platan na Černé louce“ na Wikimedia Commons                                 | Na výstavišti Černá louka, před hlavním vstupem.                                                                                        |
| Platan na ulici Poděbradova                           |         | Moravská Ostrava 49°50′3″ s. š., 18°17′7″ v. d.        | platan javorolistý                     | 352 | 100167 Q26783901 | Kategorie „Platan javorolistý na Poděbradově ulici“ na Wikimedia Commons               | V proluce mezi budovou OKD, chodníkem a bývalou rozvodnou.                                                                              |
| Platan na Vojanově ul.                                |         | Moravská Ostrava 49°50′2″ s. š., 18°17′29″ v. d.       | platan javorolistý                     | 365 | 100182 Q26783949 | Kategorie „Platan na Vojanově ulici“ na Wikimedia Commons                              | Ve dvoře na Vojanově ulici. |
| Platan v Sokolské ulici                               |         | Moravská Ostrava 49°50′35″ s. š., 18°17′21″ v. d.      | platan javorolistý                     | 366 | 100169 Q26783908 | Kategorie „Platan javorolistý na Sokolské“ na Wikimedia Commons                        | Na travnaté ploše v centru města v blízkosti parku Komenského sady, u křižovatky ulic Sokolská a Blahoslavova.                          |
| Populus nigra †                                       |         | Moravská Ostrava                                       | topol černý                            | & Chyba ve výrazu: Neočekávaný operátor / Chyba ve výrazu: Neočekávaný operátor / Chyba ve výrazu: Neočekávaný operátor / Chyba ve výrazu: Neočekávaný operátor / Chyba ve výrazu: Neočekávaný operátor / Chyba ve výrazu: Neočekávaný operátor / Chyba ve výrazu: Neočekávaný operátor / Chyba ve výrazu: Neočekávaný operátor / Chyba ve výrazu: Neočekávaný operátor / Chyba ve výrazu: Neočekávaný operátor / Chyba ve výrazu: Neočekávaný operátor / Chyba ve výrazu: Neočekávaný operátor / Chyba ve výrazu: Neočekávaný operátor / Chyba ve výrazu: Neočekávaný operátor / Chyba ve výrazu: Neočekávaný operátor / -1.0000-0 | 105165           |                                                                                        | V zahradě školského zařízení v těsné blízkosti ulice Blahoslavova                                                                       |
| Topol černý †                                         |         | Moravská Ostrava                                       | topol černý                            | & Chyba ve výrazu: Neočekávaný operátor / Chyba ve výrazu: Neočekávaný operátor / Chyba ve výrazu: Neočekávaný operátor / Chyba ve výrazu: Neočekávaný operátor / Chyba ve výrazu: Neočekávaný operátor / Chyba ve výrazu: Neočekávaný operátor / Chyba ve výrazu: Neočekávaný operátor / Chyba ve výrazu: Neočekávaný operátor / Chyba ve výrazu: Neočekávaný operátor / Chyba ve výrazu: Neočekávaný operátor / Chyba ve výrazu: Neočekávaný operátor / Chyba ve výrazu: Neočekávaný operátor / Chyba ve výrazu: Neočekávaný operátor / Chyba ve výrazu: Neočekávaný operátor / Chyba ve výrazu: Neočekávaný operátor / -1.0000-0 | 105166           |                                                                                        | V zahradě mateřské školy na ul. Josefa Lady                                                                                             |
| Novoveská lípa                                        |         | Nová Ves u Ostravy 49°48′51″ s. š., 18°13′31″ v. d.    | lípa velkolistá                        | 570 | 100184 Q26783952 | Kategorie „Novoveská lípa“ na Wikimedia Commons                                        | Na hřbitově před kostelem u silnice mezi Zábřehem a Novou Vsí.                                                                          |
| Novoveská lípa 2                                      |         | Nová Ves u Ostravy 49°48′52″ s. š., 18°13′31″ v. d.    | lípa velkolistá                        | 513 | 100178 Q26783937 | Kategorie „Novoveská lípa 2“ na Wikimedia Commons                                      | Na hřbitově za kostelem, u silnice mezi Zábřehem a Novou Vsí.                                                                           |
| Olbramická lípa                                       |         | Olbramice 49°47′33″ s. š., 18°5′7″ v. d.               | lípa malolistá                         | 312 | 100323 Q26784281 |                                                                                        | Na hřbitově u kostela |
| Dub letní †                                           |         | Poruba                                                 | dub letní                              | 412 | 106175           |                                                                                        | na hrázi rybníčku v Ostravě-Porubě |
| Dub letní u Porubského zámečku                        |         | Poruba 49°49′21″ s. š., 18°10′11″ v. d.                | dub letní                              | 428 | 105739 Q26790286 | Kategorie „Dub letní u Porubského zámečku“ na Wikimedia Commons                        | V původní parkové úpravě vedle porubského zámečku.                                                                                      |
| Jasan u Bártova statku                                |         | Poruba 49°49′16″ s. š., 18°11′3″ v. d.                 | jasan ztepilý                          | 385 | 105559 Q26790133 | Kategorie „Jasan ztepilý u Bártova statku“ na Wikimedia Commons                        | Na okraji sídliště na pozemcích bývalého Bártova statku.                                                                                |
| Lípa malolistá †                                      |         | Poruba                                                 | lípa malolistá                         | 330 | 100183           |                                                                                        | ve stromořadí u silnice Nad Porubkou pod sportovním stadiónem                                                                           |
| Porubská metasekvoje                                  |         | Poruba 49°49′43″ s. š., 18°9′59″ v. d.                 | metasekvoje čínská                     | 262 | 100161 Q26783876 | Kategorie „Porubská metasekvoje“ na Wikimedia Commons                                  | Na okraji parkově upravené plochy na Nerudově náměstí v Porubě.                                                                         |
| Buk lesní †                                           |         | Radvanice                                              | buk lesní                              | & Chyba ve výrazu: Neočekávaný operátor / Chyba ve výrazu: Neočekávaný operátor / Chyba ve výrazu: Neočekávaný operátor / Chyba ve výrazu: Neočekávaný operátor / Chyba ve výrazu: Neočekávaný operátor / Chyba ve výrazu: Neočekávaný operátor / Chyba ve výrazu: Neočekávaný operátor / Chyba ve výrazu: Neočekávaný operátor / Chyba ve výrazu: Neočekávaný operátor / Chyba ve výrazu: Neočekávaný operátor / Chyba ve výrazu: Neočekávaný operátor / Chyba ve výrazu: Neočekávaný operátor / Chyba ve výrazu: Neočekávaný operátor / Chyba ve výrazu: Neočekávaný operátor / Chyba ve výrazu: Neočekávaný operátor / -1.0000-0 | 105168           |                                                                                        | V lokalitě "Šporovnice" při vyústění ul. Čapkova na ul. Fryštátská                                                                      |
| Dub letní u ul. Hormistrů                             |         | Slezská Ostrava 49°49′29″ s. š., 18°19′38″ v. d.       | dub letní                              | 365 | 105618 Q26790189 |                                                                                        | Na travnaté ploše v blízkosti ulice Hormistrů.                                                                                          |
| Jinan ve Slezské Ostravě                              |         | Slezská Ostrava 49°49′51″ s. š., 18°18′1″ v. d.        | jinan dvoulaločný                      | 230 | 100179 Q26783940 |                                                                                        | U vjezdu do ostravského hradu, Hradní ulice.                                                                                            |
| Lípa na Podborčí                                      |         | Slezská Ostrava 49°49′14″ s. š., 18°18′49″ v. d.       | lípa malolistá                         | 425 | 100173 Q26783921 |                                                                                        | U zastávky tramvaje Teplotechna. |
| Topol černý †                                         |         | Slezská Ostrava                                        | topol černý                            | & Chyba ve výrazu: Neočekávaný operátor / Chyba ve výrazu: Neočekávaný operátor / Chyba ve výrazu: Neočekávaný operátor / Chyba ve výrazu: Neočekávaný operátor / Chyba ve výrazu: Neočekávaný operátor / Chyba ve výrazu: Neočekávaný operátor / Chyba ve výrazu: Neočekávaný operátor / Chyba ve výrazu: Neočekávaný operátor / Chyba ve výrazu: Neočekávaný operátor / Chyba ve výrazu: Neočekávaný operátor / Chyba ve výrazu: Neočekávaný operátor / Chyba ve výrazu: Neočekávaný operátor / Chyba ve výrazu: Neočekávaný operátor / Chyba ve výrazu: Neočekávaný operátor / Chyba ve výrazu: Neočekávaný operátor / -1.0000-0 | 105167           |                                                                                        | V těsné blízkosti ulice Michálkovická                                                                                                   |
| Holainův dub †                                        |         | Stará Bělá                                             | dub letní                              | 620 | 106177           |                                                                                        | Za domem č.p. 79 v ulici Povětronní |
| Starobělský dub                                       |         | Stará Bělá 49°45′39″ s. š., 18°13′22″ v. d.            | dub letní                              | 410 | 100162 Q26783878 |                                                                                        | Ve svahu v těsné blízkosti ulice Povětronní, u nefunkčního vodárenského objektu; na konci švestkové aleje.                              |
| Lípa u Pokorných †                                    |         | Svinov 49°49′ s. š., 18°11′16″ v. d.                   | lípa velkolistá                        | 337 | 105714 Q26790256 |                                                                                        | V ul. Urbaníkova v soukromé zahradě. Ochrana zrušena 13. dubna 2023.                                                                    |
| Jasan v Třebovickém parku                             |         | Třebovice ve Slezsku 49°50′13″ s. š., 18°11′42″ v. d.  | jasan ztepilý                          | 619 | 100168 Q26783906 | Kategorie „Jasan ztepilý v Třebovicích“ na Wikimedia Commons                           | Ve vstupní části parku jako součást původních sadových úprav dnes neexistujícího zámečku.                                               |
| Liliovník v Třebovicích                               |         | Třebovice ve Slezsku 49°50′12″ s. š., 18°11′42″ v. d.  | liliovník tulipánokvětý                | 353 | 100174 Q26783923 | Kategorie „Liliovník tulipánokvětý v Třebovicích“ na Wikimedia Commons                 | V Třebovickém parku. |
| Třebovický buk                                        |         | Třebovice ve Slezsku 49°50′14″ s. š., 18°11′44″ v. d.  | buk lesní                              | 440 | 100176 Q26783931 | Kategorie „Buk lesní v Třebovicích“ na Wikimedia Commons                               | V Třebovickém parku. |
| Třebovický jinan                                      |         | Třebovice ve Slezsku 49°50′14″ s. š., 18°11′44″ v. d.  | jinan dvoulaločný                      | 265 | 100177 Q26783935 | Kategorie „Jinan dvoulaločný v Třebovicích“ na Wikimedia Commons                       | V Třebovickém parku. |
| Třebovický platan                                     |         | Třebovice ve Slezsku 49°50′13″ s. š., 18°11′42″ v. d.  | platan javorolistý                     | 420 | 100175 Q26783926 | Kategorie „Platan javorolistý v Třebovicích“ na Wikimedia Commons                      | V Třebovickém parku. |
| Lípa ve Velké Polomi                                  |         | Velká Polom 49°51′52″ s. š., 18°5′38″ v. d.            | lípa velkolistá                        | 567 | 100209 Q20901806 |                                                                                        | U kostela na hřbitově |
| Jerlín ve Vítkovicích                                 |         | Vítkovice 49°48′53″ s. š., 18°16′3″ v. d.              | jerlín japonský                        | 240 | 100172 Q26783919 | Kategorie „Jerlín ve Vítkovicích“ na Wikimedia Commons                                 | Na Mírovém náměstí před kostelem. |
| Platan u fary na Mírovém náměstí                      |         | Vítkovice 49°48′50″ s. š., 18°16′5″ v. d.              | platan javorolistý                     | 298 | 100166 Q26783894 | Kategorie „Platan u fary na Mírovém náměstí“ na Wikimedia Commons                      | Před budovou fary na Mírovém náměstí v Ostravě-Vítkovicích.                                                                             |
| Platany ve Vítkovicích                                |         | Vítkovice 49°48′47″ s. š., 18°15′44″ v. d.             | platan javorolistý (2)                 | 300 320 | 100186 Q26779726 |                                                                                        | Na ul. Ruské, naproti domu čp. 45. |
| Dub tolerance                                         |         | Vratimov 49°46′8″ s. š., 18°18′29″ v. d.               | dub letní                              | 290 | 104744 Q26789371 | Kategorie „Dub tolerance“ na Wikimedia Commons                                         | u panelových domů v obci |
| Dub vzpomínkový                                       |         | Vratimov 49°46′34″ s. š., 18°18′18″ v. d.              | dub letní                              | 292 | 104743 Q26789370 | Kategorie „Dub vzpomínkový“ na Wikimedia Commons                                       | Na hřbitově ve Vratimově |
| Lípa Na Příčnici                                      |         | Vratimov 49°45′30″ s. š., 18°19′9″ v. d.               | lípa malolistá                         | 280 | 104745 Q26789372 |                                                                                        | na zahradě čp. 96/71 v obci |
| Buk u zábřežského zámku                               |         | Zábřeh nad Odrou 49°48′24″ s. š., 18°14′23″ v. d.      | buk lesní                              | 356 | 100165 Q26783890 | Kategorie „Buk u zábřežského zámku“ na Wikimedia Commons                               | Na trávníku v parčíku u křižovatky ulic Dolní a U Zámku; vedle zábřežského zámku.                                                       |
| Kaštanovník v Zábřehu nad Odrou                       |         | Zábřeh nad Odrou 49°48′32″ s. š., 18°14′20″ v. d.      | kaštanovník jedlý                      | 325 | 100171 Q26783915 | Kategorie „Kaštanovník v Zábřehu nad Odrou“ na Wikimedia Commons                       | Před školou na ul. Dolní a Hulvácká. |
| Vlastin dub                                           |         | Zábřeh nad Odrou 49°48′20″ s. š., 18°14′29″ v. d.      | dub letní                              | 290 | 105750 Q26790297 | Kategorie „Vlastin dub“ na Wikimedia Commons                                           | Před nákupním centrem u nadchodu v ulici Výškovická, původně byl součástí parkové úpravy v okolí zábřežského zámku.                     |
| Dub v Zábřehu                                         |         | Zábřeh-Hulváky 49°49′16″ s. š., 18°14′12″ v. d.        | dub letní                              | 325 | 100170 Q26783913 | Kategorie „Dub v Zábřehu“ na Wikimedia Commons                                         | V porostu za bývalým hulváckým koupalištěm.                                                                                             |